# Günter Lörke
Günter Lörke (ur. 23 czerwca 1935 w Sellnow) – niemiecki kolarz szosowy reprezentujący NRD, srebrny medalista olimpijski.

## Kariera
Największy sukces w karierze Günter Lörke osiągnął w 1960 roku, kiedy wspólnie z Erichem Hagenem, Gustavem-Adolfem Schurem i Egonem Adlerem zdobył srebrny medal w drużynowej jeździe na czas podczas igrzysk olimpijskich w Rzymie. Był to jedyny medal wywalczony przez Lörkego na międzynarodowej imprezie tej rangi oraz jego jedyny start olimpijski. Nie wziął udziału w rywalizacji indywidualnej. Ponadto w 1959 roku zajął trzecie miejsce w DDR Rundfahrt, a w latach 1961 i 1963 był drugi w klasyfikacji generalnej austriackiego wyścigu Wiedeń-Rabenstein-Gresten-Wiedeń. Dwukrotnie zdobywał medale szosowych mistrzostw kraju, w tym złoty w drużynowej jeździe na czas w 1958 roku. Nigdy jednak nie zdobył medalu na szosowych mistrzostwach świata.